# 本願路
《本願路》（英語：Hopeless Road），2017年公視人生劇展，由竇智孔、賴薇如、吳政迪、周宇柔、卞慶華、林埈永、莊芝翔領銜主演。公視主頻於2017年4月9日上檔、公視3台於2017年4月15日播出。

## 播出時間

### 首播
| 頻道     | 所在地 | 首播日期      | 播放時間         |
| -------- | ------ | ------------- | ---------------- |
| 公視主頻 | 臺灣   | 2017年4月9日  | 週日22:00－23:30 |
| 公視3台  | 臺灣   | 2017年4月15日 | 週六13:00－14:30 |
| 華視主頻 | 臺灣   | 2018年5月27日 | 週日22:00－23:45 |

## 劇情大綱
一個不敢開槍執行死刑的法警隊長
手槍 準星後哆嗦的死囚
竟是殺害他女兒的兇手　
但是隊長他猶豫了　
慈悲和憤怒像是南北兩個極點
他迷失在親情、愛情、和慾念深壑的赤道
偏執的無風帶
卻是引發事件風暴的溫床

## 演員列表

### 主要演員
| 演員   | 角色   | 介紹 |
| 竇智孔 | 李永平 | 男，三十九歲。某檢察分署法警隊小隊長，外表溫和內心卻極為複雜深沈，從不親手執行死刑的慈悲下，藏著不為人知的卑劣。與吳倩穎離異，育有一女李祐慈，私領域家庭關係破碎，是個寂寞寡言的人。                                                                          |
| 賴薇如 | 吳倩穎 | 女，三十六歲。公司企業中階主管，精明幹練的女強人是她給人的第一印象，事業上企圖心強烈，與女兒李祐慈的關係並不友善。與新男友交往，是導致女兒與她漸行漸遠的原因，但吳倩穎選擇捍衛自己的感情。                                                                    |
| 吳政迪 | 彭文震 | 男，二十歲。遊手好閒的年輕人，外型瘦弱內心自卑，有竊盜、吸毒等輕罪前科，與李祐慈在手機交友社群認識後，成為李祐慈的小跟班，最後還成了李祐慈死亡的嫌疑者。 |
| 周宇柔 | 李祐慈 | 女，十七歲。高中學生，李永平和吳倩穎的女兒，父母離異後由吳倩穎教養。原本應該是年輕愛作夢的年紀，卻有著早熟與消極的思想。家庭破碎後，對父母的不滿怨懟，她決定報復、懲罰父母。                                                                                  |
| 卞慶華 | 王耀安 | 男，三十一歲。體格壯碩的熱血青年，嫉惡如仇到了偏激的地步。身為李永平的法警隊員，工作上比隊長更強勢，職場上互動也不好。眾隊員避之唯恐不及的槍決執行，他反而樂在其中，常常代李永平開槍。 王耀安有個收藏，便是槍決擊發後的彈殼，他通常還標明執行日期和死囚姓名。 |
| 林埈永 | 周進來 | 男，四十五歲。身犯殺人重罪的死刑犯，與李永平是好友，事事交心。為人爽朗豪氣，頗為剛強，死刑執行前拜託李永平開槍送他一程。 |
| 莊芝翔 | 愛琳   | 女，周進來的老婆，經營檳榔攤生意。與李永平有曖昧關係。 |

## 製作團隊
- 導演：范云杰
- 製作人：蔡嘉紜
- 編劇：范云杰
- 製作公司：

## 外部連結
- 公視人生劇展的Facebook專頁
- 本願路的Facebook專頁

| 公視主頻 週日22:00－23:30 | 公視主頻 週日22:00－23:30        | 公視主頻 週日22:00－23:30 |
| ------------------------- | -------------------------------- | ------------------------- |
|                           | 本願路 （2017年4月9日）          |                           |
| 告別 （2017年4月2日）     | 銀河戰士特訓班 （2017年4月16日） |                           |

| 公視3台 週六13:00－14:30 | 公視3台 週六13:00－14:30         | 公視3台 週六13:00－14:30 |
| ------------------------ | -------------------------------- | ------------------------ |
|                          | 本願路 （2017年4月15日）         |                          |
| 告別 （2017年4月8日）    | 銀河戰士特訓班 （2017年4月22日） |                          |